# Grand Prix Hassan II 1990
Il Grand Prix Hassan II 1990  è stato un torneo di tennis giocato sulla terra rossa.
È stata la 7ª edizione del Grand Prix Hassan II,
che fa parte della categoria World Series nell'ambito dell'ATP Tour 1990.
Si è giocato al Complexe Al Amal di Casablanca in Marocco, dal 5 al 12 marzo 1990.

## Campioni

### Singolare
Thomas Muster ha battuto in finale  Guillermo Pérez Roldán con il punteggio di 6–1, 6–7, 6–2

### Doppio
Todd Woodbridge /  Simon Youl hanno battuto in finale  Paul Haarhuis /  Mark Koevermans con il punteggio di 6–3, 6–1